# Wohn- und Wirtschaftsgebäude Schulstraße 5

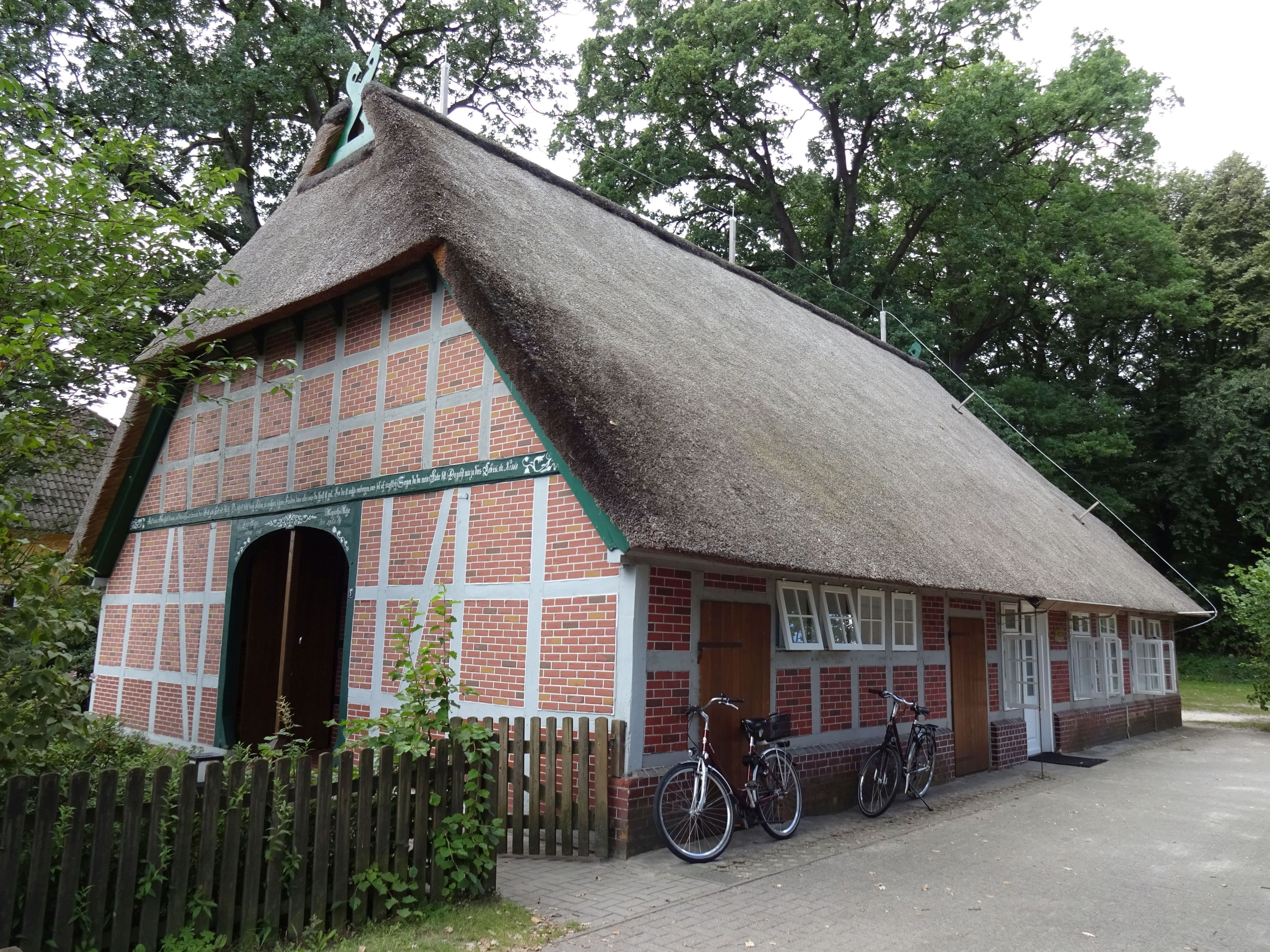
Südost- und Nordostfassade (2016)

Das Wohn- und Wirtschaftsgebäude Zevener Straße 18 in der niedersächsischen Gemeinde Scheeßel wurde zur Mitte des 19. Jahrhunderts erbaut. Aktuell (2025) wird es als Kindergarten genutzt.
Das Gebäude steht unter Denkmalschutz (siehe auch Liste der Baudenkmale in Scheeßel).

## Geschichte und Beschreibung
Scheeßel wurde 1205 als Archidiakonat genannt und gehört zum heutigen Landkreis Rotenburg (Wümme).
Das eingeschossige giebelständige Wohn- und Wirtschaftsgebäude als Zweiständer-Hallenhaus in Fachwerk mit Steinausfachungen, reetgedecktem Krüppelwalmdach, Niedersachsengiebel mit Uhlenloch, Pferdeköpfen und der Grooten Door mit Korbbogen, wurde 1846 (Inschrift) erbaut. Der Wohngiebel wurde teilweise massiv ersetzt. Das Haus wurde zu einem Kindergarten umgebaut. Ein Stolperstein erinnert an das Schicksal von Anna Katharina Meyer (1901–1941), die seit 1934 in einer Heilanstalt in Lüneburg lebte und in der NS-Zeit als Euthanasie-Opfer ermordet wurde.
Das Landesdenkmalamt befand u. a.: „… ein regionstypisches Hallenhaus der ersten Hälfte des 19. Jahrhunderts in Zweiständerkonstruktion ….“